# Dywity
Dywity (Diwitten fino al 1945) è un comune rurale polacco del distretto di Olsztyn, nel voivodato della Varmia-Masuria.
Ricopre una superficie di 160,68 km² e nel 2004 contava 8 689 abitanti.